# Zwei Sprengstoffverkäufer
Zwei Sprengstoffverkäufer (Originaltitel: Little Giant, deutscher Alternativtitel: Der Wichtigtuer) ist eine US-amerikanische Filmkomödie aus dem Jahr 1946 von William A. Seiter mit dem Komikerduo Abbott und Costello. Das Drehbuch basiert auf einer Originalstory von Peter Achilles und Richard J. Collins.

## Handlung
Auf der Farm seiner Mutter in Rancho Cucamonga in Kalifornien macht der gutherzige Benny Miller Martha Hill den Hof, während er einen Fernkurs in Verkaufstechniken belegt. Obwohl seine Techniken bei den Kunden der Farm wenig Erfolg haben, erhält Benny dennoch per Post ein Diplom und fährt nach Los Angeles, um seinen Onkel Clarence Goodring, einen Buchhalter bei der „Hercules Vacuum Cleaner Company“, zu bitten, ihm einen Job zu besorgen. Onkel Clarence schlägt vor, dass sie so tun, als seien sie nicht verwandt, um die Firmenrichtlinie zu umgehen, die es verbietet, Verwandte von Mitarbeitern einzustellen. Der Generaldirektor Eddie Morrison hält Benny für ein Model und bittet ihn, sich auszuziehen. Als er seinen Fehler erkennt, stellt er Benny ein, um ihn davon abzuhalten, die Geschichte zu verbreiten. 
An seinem ersten Tag richtet Benny so viel Schaden am Teppich eines Kunden an, dass er der Firma Geld kostet und gefeuert wird. Onkel Charles bietet seinem Neffen jedoch eine Chance, unter seinem Freund Tom Chandler zu arbeiten, der Morrisons Cousin und Manager der Niederlassung der Firma in Stockton ist. Dort erfährt Benny, dass Tom Morrison hasst, der ihn aufgrund der Verwandten-Regel nach Stockton verbannt hat und der Filiale unmögliche Verkaufsziele setzt. Nachdem Benny irgendwie beweist, dass sieben Mal dreizehn gleich achtundzwanzig ist, stellt Tom ihn ein, aber in den nächsten Wochen macht er weiterhin schlechte Geschäfte. 
An dem Tag, an dem der Präsident der Firma, P. S. Van Loon, einen Wettbewerb ankündigt, bei dem der beste Verkäufer zehntausend Dollar gewinnen kann, fordert Tom seine Sekretärin Ruby Burke auf, Benny zu entlassen. Sie will es ihm nicht sagen und bringt ihn stattdessen in eine Bar, wo die anderen Verkäufer der Firma Benny davon überzeugen, dass er übersinnliche Fähigkeiten hat. Jetzt, da er von seinen Fähigkeiten überzeugt ist, stürmt er hinaus und bricht alle Verkaufsrekorde. Van Loon ist begeistert von ihm und lädt ihn für den Abend zu einer Vorstandssitzung nach Los Angeles ein.
Bei Bennys Ankunft erzählt Onkel Charles ihm, dass Morrison Geld unterschlagen hat. Als Benny später Morrison und Van Loon eine Vorführung im Gedankenlesen gibt, deutet er dies an. Morrison lässt Benny sofort von seiner Frau Hazel verführen, um seine Geheimnisse zu erfahren. Hazels Versuch schlägt jedoch fehl, und obwohl es ihr gelingt, Benny mit Süßigkeiten und Zigarren krank zu machen, lässt er versehentlich die Schlaftablette, die sie ihm in sein Getränk mischen will, in ihr eigenes Getränk fallen, und beide schlafen in ihrem Schlafzimmer ein. In der Zwischenzeit besucht Martha die Firma und rennt, nachdem sie gehört hat, dass Benny mit Hazel zusammen ist, zu Hazels Wohnung, wo sie die beiden im Bett findet und annimmt, dass sie eine Affäre haben. Kurz darauf kommt Morrison herein und teilt ihre Vermutungen. 
An diesem Abend, während Benny versucht, sich mit Martha zu versöhnen, bringt Morrison Ruby zur Vorstandssitzung, um zu erklären, dass Bennys übersinnliche Fähigkeiten vorgetäuscht sind. Als Benny ankommt, hört er, wie der Vorstand ihn auslacht, und geht beschämt nach Hause. An seiner Tür begrüßt ihn Martha jedoch mit einer Umarmung. Van Loon, Tom, Ruby und Onkel Charles warten schon auf ihn, um ihm mitzuteilen, dass sie ihn immer noch für einen großartigen Verkäufer halten, wenn er selbstbewusst ist. Van Loon gibt ihm einen Job als Leiter der Niederlassung des Unternehmens in Rancho Cucamonga sowie einen Scheck über 10.000 Dollar, der es Benny ermöglicht, Martha einen Heiratsantrag zu machen.

## Hintergrund
Gedreht wurde der Film von Anfang November bis Mitte Dezember 1945 in den Universal-Studios in Universal City.
In Werbematerialien und in der Presse wurde darauf hingewiesen, dass dies der erste Abbott-und-Costello-Film war, der auf dramatischen Umständen und Rollen basierte und nicht auf einer langwierigen Abfolge von Gags und Routinen. Eine Szene des Films, in der Costello versucht, einer Hausfrau einen Staubsauger zu verkaufen, wurde später in einer Folge ihrer Fernsehserie The Abbott and Costello Show verwendet.
John B. Goodman und Martin Obzina oblag die künstlerische Leitung. Russell A. Gausman und Edward R. Robinson waren für das Szenenbild zuständig, Vera West für die Kostüme, Jack P. Pierce und Russell Drake für das Maskenbild. Verantwortlicher Toningenieur war Bernard B. Brown.

## Veröffentlichung
Die Premiere des Films fand am 22. Februar 1946 statt. 1954 kam er in Österreich in die Kinos.

## Kritiken
Der Kritiker des TV Guide fand, dass Abbott und Costello nicht viel gemeinsame Leinwandzeit haben und es auch nur sehr wenige Vaudeville-Elemente, die in die Handlung eingeflochten seien, gebe.